# Johann Heinrich Meyer
Johann Heinrich Meyer (Zürich, 1760. március 16. – Weimar, 1832. október 14.) svájci festő.

## Pályafutása
A festészetre adta magát és 1784-88-ban Olaszországban tartózkodott, ahol Goethe barátja lett. Visszatérve Svájcban élt 1792-ig, amikor Goethe meghívására Weimarba ment és az ottani festőakadémián tanári állást kapott. 1795-ben ismét Olaszországba utazott, de a franciák bevonulása miatt kénytelen volt Svájcba visszatérni; innét újra Weimarba ment és 1807-ben a festőakadémia igazgatója lett. Végrendeletében 33 000 tallért hagyományozott a weimari szegényalapnak és ezt nejéről (megh. 1825. április 21.) Meyer Amália-alapítványnak nevezte. 
Legfontosabb műve: Geschichte der bildenden Künste bei den Griechen und Römern (Drezda, 1824-36), amelyet Reimer fejezett be. Sokat írt Schiller Horen és Goethe Propyläen meg Kunst und Alterthum című folyóirataiba is; Kleine Schriften zur Kunst című dolgozatait 1886-ban Heilbronnban adták ki.